# Ulzigerode
Ulzigerode este o comună din landul Saxonia-Anhalt, Germania.